# Rasmus Schüller
Rasmus Schüller (Espoo, 18 giugno 1991) è un calciatore finlandese, centrocampista del Djurgården e della nazionale finlandese.

## Carriera

### Club
Finlandese di etnia tedesca, inizia la sua carriera professionistica nell'Honka, squadra della sua città, con cui esordisce in Veikkausliiga il 10 agosto 2008. Segna il suo primo gol in campionato il 26 aprile 2009 in una vittoria contro il Kuopion Palloseura. Il 16 luglio dello stesso anno esordisce nelle coppe europee, segnando anche un gol nella vittoria della sua squadra contro i gallesi del Bangor City. Rimane all'Honka fino alla fine del 2011, segnando in tutto 5 gol in 63 partite.
Si trasferisce in seguito all'HJK di Helsinki, con cui gioca 12 partite di campionato e 4 di Europa League senza tuttavia segnare alcuna rete. Il 17 luglio 2012 esordisce in Champions League, segnando anche un gol nella partita valida per l'andata del secondo turno preliminare, vinto per 7-0 dalla sua squadra contro il KR Reykjavík. Mette a segno una rete anche nella gara di ritorno, giocata la settimana successiva. Scende in campo anche in entrambe le gare del successivo turno preliminare, nel quale la sua squadra viene eliminata.
Nel 2016 vince la Coppa di Svezia con la maglia dell'Häcken, mentre l'anno successivo approda nella MLS americana con il Minnesota Utd, iniziando la stagione in MLS prima di essere prestato in Finlandia all'HJK nel corso dell'estate. Rientrato negli Stati Uniti, disputa con la franchigia del Minnesota anche i campionati 2018 e 2019. Torna nuovamente all'HJK nel gennaio del 2020, rimanendovi per una stagione.
Nel gennaio 2021 viene acquisito dagli stoccolmesi del Djurgården, con cui poi a fine anno rinnova per ulteriori quattro stagioni. Gioca titolare in gran parte delle occasioni, ma all'inizio della stagione 2024 è vittima una frattura al piede alla prima giornata di campionato che lo tiene fuori causa per quasi quattro mesi.

### Nazionale
Ha fatto parte della nazionale Under-19 del suo Paese, e della nazionale Under-21, con la quale ha segnato un gol in 14 partite, 2 delle quali nelle qualificazioni agli Europei di categoria. Il 23 gennaio 2013 fa il suo esordio con la nazionale maggiore.

## Statistiche

### Cronologia presenze e reti in nazionale
| Cronologia completa delle presenze e delle reti in nazionale ― Finlandia | Cronologia completa delle presenze e delle reti in nazionale ― Finlandia | Cronologia completa delle presenze e delle reti in nazionale ― Finlandia | Cronologia completa delle presenze e delle reti in nazionale ― Finlandia | Cronologia completa delle presenze e delle reti in nazionale ― Finlandia | Cronologia completa delle presenze e delle reti in nazionale ― Finlandia | Cronologia completa delle presenze e delle reti in nazionale ― Finlandia | Cronologia completa delle presenze e delle reti in nazionale ― Finlandia |
| Data                                                                     | Città                                                                    | In casa                                                                  | Risultato                                                                | Ospiti                                                                   | Competizione                                                             | Reti                                                                     | Note                                                                     |
| ------------------------------------------------------------------------ | ------------------------------------------------------------------------ | ------------------------------------------------------------------------ | ------------------------------------------------------------------------ | ------------------------------------------------------------------------ | ------------------------------------------------------------------------ | ------------------------------------------------------------------------ | ------------------------------------------------------------------------ |
| 23-1-2013                                                                | Chiang Mai                                                               | Thailandia                                                               | 1 – 3                                                                    | Finlandia                                                                | King's Cup 2013                                                          | -                                                                        | 90+6’                                                                    |
| 26-1-2013                                                                | Chiang Mai                                                               | Svezia                                                                   | 3 – 0                                                                    | Finlandia                                                                | King's Cup 2013                                                          | -                                                                        | 58’                                                                      |
| 26-3-2013                                                                | Città di Lussemburgo                                                     | Lussemburgo                                                              | 0 – 3                                                                    | Finlandia                                                                | Amichevole                                                               | -                                                                        | 56’                                                                      |
| 14-8-2013                                                                | Turku                                                                    | Finlandia                                                                | 2 – 0                                                                    | Slovenia                                                                 | Amichevole                                                               | -                                                                        | 61’                                                                      |
| 6-9-2013                                                                 | Helsinki                                                                 | Finlandia                                                                | 0 – 2                                                                    | Spagna                                                                   | Qual. Mondiali 2014                                                      | -                                                                        |                                                                          |
| 10-9-2013                                                                | Tbilisi                                                                  | Georgia                                                                  | 0 – 1                                                                    | Finlandia                                                                | Qual. Mondiali 2014                                                      | -                                                                        | 89’                                                                      |
| 31-10-2013                                                               | Miami                                                                    | Messico                                                                  | 4 – 2                                                                    | Finlandia                                                                | Amichevole                                                               | -                                                                        |                                                                          |
| 16-11-2013                                                               | Cardiff                                                                  | Galles                                                                   | 1 – 1                                                                    | Finlandia                                                                | Amichevole                                                               | -                                                                        | 70’                                                                      |
| 24-1-2014                                                                | Nizwa                                                                    | Oman                                                                     | 0 – 0                                                                    | Finlandia                                                                | Amichevole                                                               | -                                                                        | 77’                                                                      |
| 21-5-2014                                                                | Helsinki                                                                 | Finlandia                                                                | 2 – 2                                                                    | Rep. Ceca                                                                | Amichevole                                                               | -                                                                        | 46’                                                                      |
| 19-1-2015                                                                | Abu Dhabi                                                                | Svezia                                                                   | 0 – 1                                                                    | Finlandia                                                                | Amichevole                                                               | -                                                                        | 89’                                                                      |
| 22-1-2015                                                                | Dubai                                                                    | Yemen                                                                    | 0 – 0                                                                    | Finlandia                                                                | Amichevole                                                               | -                                                                        | 70’                                                                      |
| 8-10-2015                                                                | Bucarest                                                                 | Romania                                                                  | 1 – 1                                                                    | Finlandia                                                                | Qual. Euro 2016                                                          | -                                                                        |                                                                          |
| 11-10-2015                                                               | Helsinki                                                                 | Finlandia                                                                | 1 – 1                                                                    | Irlanda del Nord                                                         | Qual. Euro 2016                                                          | -                                                                        | 79’                                                                      |
| 10-1-2016                                                                | Abu Dhabi                                                                | Svezia                                                                   | 3 – 0                                                                    | Finlandia                                                                | Amichevole                                                               | -                                                                        | 72’                                                                      |
| 12-1-2016                                                                | Abu Dhabi                                                                | Finlandia                                                                | 0 – 1                                                                    | Islanda                                                                  | Amichevole                                                               | -                                                                        | cap. 61’                                                                 |
| 26-3-2016                                                                | Breslavia                                                                | Polonia                                                                  | 5 – 0                                                                    | Finlandia                                                                | Amichevole                                                               | -                                                                        | 45’                                                                      |
| 29-3-2016                                                                | Oslo                                                                     | Norvegia                                                                 | 2 – 0                                                                    | Finlandia                                                                | Amichevole                                                               | -                                                                        | 45’                                                                      |
| 31-8-2016                                                                | Mönchengladbach                                                          | Germania                                                                 | 2 – 0                                                                    | Finlandia                                                                | Amichevole                                                               | -                                                                        | 60’                                                                      |
| 5-9-2016                                                                 | Turku                                                                    | Finlandia                                                                | 1 – 1                                                                    | Kosovo                                                                   | Qual. Mondiali 2018                                                      | -                                                                        | 88’                                                                      |
| 6-10-2016                                                                | Reykjavík                                                                | Islanda                                                                  | 3 – 2                                                                    | Finlandia                                                                | Qual. Mondiali 2018                                                      | -                                                                        | 89’                                                                      |
| 9-10-2016                                                                | Tampere                                                                  | Finlandia                                                                | 0 – 1                                                                    | Croazia                                                                  | Qual. Mondiali 2018                                                      | -                                                                        | 45’                                                                      |
| 9-1-2017                                                                 | al-'Ayn                                                                  | Marocco                                                                  | 0 – 1                                                                    | Finlandia                                                                | Amichevole                                                               | -                                                                        | 65’                                                                      |
| 13-1-2017                                                                | Abu Dhabi                                                                | Slovenia                                                                 | 2 – 0                                                                    | Finlandia                                                                | Amichevole                                                               | -                                                                        |                                                                          |
| 6-10-2017                                                                | Rijeka                                                                   | Croazia                                                                  | 1 – 1                                                                    | Finlandia                                                                | Qual. Mondiali 2018                                                      | -                                                                        | 68’                                                                      |
| 9-10-2017                                                                | Turku                                                                    | Finlandia                                                                | 2 – 2                                                                    | Turchia                                                                  | Qual. Mondiali 2018                                                      | -                                                                        |                                                                          |
| 9-11-2017                                                                | Helsinki                                                                 | Finlandia                                                                | 3 – 0                                                                    | Estonia                                                                  | Amichevole                                                               | -                                                                        | 46’                                                                      |
| 11-1-2018                                                                | Abu Dhabi                                                                | Giordania                                                                | 1 – 2                                                                    | Finlandia                                                                | Amichevole                                                               | -                                                                        | 58’                                                                      |
| 23-3-2018                                                                | Belek                                                                    | Finlandia                                                                | 0 – 0                                                                    | Macedonia                                                                | Amichevole                                                               | -                                                                        |                                                                          |
| 9-6-2018                                                                 | Tampere                                                                  | Finlandia                                                                | 2 – 0                                                                    | Bielorussia                                                              | Amichevole                                                               | -                                                                        | 54’                                                                      |
| 8-9-2018                                                                 | Tampere                                                                  | Finlandia                                                                | 1 – 0                                                                    | Ungheria                                                                 | UEFA Nations League 2018-2019 - 1º turno                                 | -                                                                        | 63’                                                                      |
| 11-9-2018                                                                | Helsinki                                                                 | Finlandia                                                                | 1 – 0                                                                    | Estonia                                                                  | UEFA Nations League 2018-2019 - 1º turno                                 | -                                                                        |                                                                          |
| 12-10-2018                                                               | Tallinn                                                                  | Estonia                                                                  | 0 – 1                                                                    | Finlandia                                                                | UEFA Nations League 2018-2019 - 1º turno                                 | -                                                                        | 72’                                                                      |
| 8-1-2019                                                                 | Doha                                                                     | Finlandia                                                                | 1 – 0                                                                    | Svezia                                                                   | Amichevole                                                               | -                                                                        | 54’                                                                      |
| 26-3-2019                                                                | Erevan                                                                   | Armenia                                                                  | 0 – 2                                                                    | Finlandia                                                                | Qual. Euro 2020                                                          | -                                                                        | 69’                                                                      |
| 8-6-2019                                                                 | Tampere                                                                  | Finlandia                                                                | 2 – 0                                                                    | Bosnia ed Erzegovina                                                     | Qual. Euro 2020                                                          | -                                                                        | 84’                                                                      |
| 11-6-2019                                                                | Vaduz                                                                    | Liechtenstein                                                            | 0 – 2                                                                    | Finlandia                                                                | Qual. Euro 2020                                                          | -                                                                        |                                                                          |
| 5-9-2019                                                                 | Tampere                                                                  | Finlandia                                                                | 1 – 0                                                                    | Grecia                                                                   | Qual. Euro 2020                                                          | -                                                                        | 90+3’                                                                    |
| 8-9-2019                                                                 | Tampere                                                                  | Finlandia                                                                | 1 – 2                                                                    | Italia                                                                   | Qual. Euro 2020                                                          | -                                                                        | 57’ 87’                                                                  |
| 15-10-2019                                                               | Turku                                                                    | Finlandia                                                                | 3 – 0                                                                    | Armenia                                                                  | Qual. Euro 2020                                                          | -                                                                        | 87’                                                                      |
| 18-11-2019                                                               | Amarousio                                                                | Grecia                                                                   | 2 – 1                                                                    | Finlandia                                                                | Qual. Euro 2020                                                          | -                                                                        | 77’                                                                      |
| 7-10-2020                                                                | Danzica                                                                  | Polonia                                                                  | 5 – 1                                                                    | Finlandia                                                                | Amichevole                                                               | -                                                                        | cap.                                                                     |
| 14-10-2020                                                               | Helsinki                                                                 | Finlandia                                                                | 1 – 0                                                                    | Irlanda                                                                  | UEFA Nations League 2020-2021 - 1º turno                                 | -                                                                        | 75’                                                                      |
| 11-11-2020                                                               | Saint-Denis                                                              | Francia                                                                  | 0 – 2                                                                    | Finlandia                                                                | Amichevole                                                               | -                                                                        | cap. 80’                                                                 |
| 15-11-2020                                                               | Sofia                                                                    | Bulgaria                                                                 | 1 – 2                                                                    | Finlandia                                                                | UEFA Nations League 2020-2021 - 1º turno                                 | -                                                                        | 68’ 83’                                                                  |
| 18-11-2020                                                               | Cardiff                                                                  | Galles                                                                   | 3 – 1                                                                    | Finlandia                                                                | UEFA Nations League 2020-2021 - 1º turno                                 | -                                                                        | 73’                                                                      |
| 24-3-2021                                                                | Helsinki                                                                 | Finlandia                                                                | 2 – 2                                                                    | Bosnia ed Erzegovina                                                     | Qual. Mondiali 2022                                                      | -                                                                        | 46’ 86’                                                                  |
| 28-3-2021                                                                | Kiev                                                                     | Ucraina                                                                  | 1 – 1                                                                    | Finlandia                                                                | Qual. Mondiali 2022                                                      | -                                                                        | 76’                                                                      |
| 31-3-2021                                                                | San Gallo                                                                | Svizzera                                                                 | 3 – 2                                                                    | Finlandia                                                                | Amichevole                                                               | -                                                                        | 77’                                                                      |
| 4-6-2021                                                                 | Helsinki                                                                 | Finlandia                                                                | 0 – 1                                                                    | Estonia                                                                  | Amichevole                                                               | -                                                                        | 62’                                                                      |
| 12-6-2021                                                                | Copenaghen                                                               | Danimarca                                                                | 0 – 1                                                                    | Finlandia                                                                | Euro 2020 - 1º turno                                                     | -                                                                        | 76’                                                                      |
| 16-6-2021                                                                | San Pietroburgo                                                          | Finlandia                                                                | 0 – 1                                                                    | Russia                                                                   | Euro 2020 - 1º turno                                                     | -                                                                        | 67’                                                                      |
| 21-6-2021                                                                | San Pietroburgo                                                          | Finlandia                                                                | 0 – 2                                                                    | Belgio                                                                   | Euro 2020 - 1º turno                                                     | -                                                                        | 59’                                                                      |
| 4-9-2021                                                                 | Helsinki                                                                 | Finlandia                                                                | 1 – 0                                                                    | Kazakistan                                                               | Qual. Mondiali 2022                                                      | -                                                                        | 90+2’                                                                    |
| 7-9-2021                                                                 | Décines-Charpieu                                                         | Francia                                                                  | 2 – 0                                                                    | Finlandia                                                                | Qual. Mondiali 2022                                                      | -                                                                        | 3’ 63’                                                                   |
| 12-10-2021                                                               | Astana                                                                   | Kazakistan                                                               | 0 – 2                                                                    | Finlandia                                                                | Qual. Mondiali 2022                                                      | -                                                                        |                                                                          |
| 13-11-2021                                                               | Zenica                                                                   | Bosnia ed Erzegovina                                                     | 1 – 3                                                                    | Finlandia                                                                | Qual. Mondiali 2022                                                      | -                                                                        |                                                                          |
| 16-11-2021                                                               | Helsinki                                                                 | Finlandia                                                                | 0 – 2                                                                    | Francia                                                                  | Qual. Mondiali 2022                                                      | -                                                                        | 9’ 64’                                                                   |
| 26-3-2022                                                                | Murcia                                                                   | Finlandia                                                                | 1 – 1                                                                    | Islanda                                                                  | Amichevole                                                               | -                                                                        | Cap. 40’                                                                 |
| 29-3-2022                                                                | Murcia                                                                   | Finlandia                                                                | 0 – 2                                                                    | Slovacchia                                                               | Amichevole                                                               | -                                                                        | 67’                                                                      |
| 4-6-2022                                                                 | Helsinki                                                                 | Finlandia                                                                | 1 – 1                                                                    | Bosnia ed Erzegovina                                                     | UEFA Nations League 2022-2023 - 1º turno                                 | -                                                                        | 61’                                                                      |
| 7-6-2022                                                                 | Helsinki                                                                 | Finlandia                                                                | 2 – 0                                                                    | Montenegro                                                               | UEFA Nations League 2022-2023 - 1º turno                                 | -                                                                        | 67’                                                                      |
| 11-6-2022                                                                | Bucarest                                                                 | Romania                                                                  | 1 – 0                                                                    | Finlandia                                                                | UEFA Nations League 2022-2023 - 1º turno                                 | -                                                                        | Cap.                                                                     |
| 14-6-2022                                                                | Zenica                                                                   | Bosnia ed Erzegovina                                                     | 3 – 2                                                                    | Finlandia                                                                | UEFA Nations League 2022-2023 - 1º turno                                 | -                                                                        | 59’                                                                      |
| 23-9-2022                                                                | Helsinki                                                                 | Finlandia                                                                | 1 – 1                                                                    | Romania                                                                  | UEFA Nations League 2022-2023 - 1º turno                                 | -                                                                        | 71’ 88’                                                                  |
| 9-1-2023                                                                 | Faro                                                                     | Svezia                                                                   | 2 – 0                                                                    | Finlandia                                                                | Amichevole                                                               | -                                                                        | 65’                                                                      |
| 12-1-2023                                                                | Albufeira                                                                | Estonia                                                                  | 1 – 0                                                                    | Finlandia                                                                | Amichevole                                                               | -                                                                        | cap. 72’                                                                 |
| 26-3-2023                                                                | Belfast                                                                  | Irlanda del Nord                                                         | 0 – 1                                                                    | Finlandia                                                                | Qual. Euro 2024                                                          | -                                                                        |                                                                          |
| 16-6-2023                                                                | Helsinki                                                                 | Finlandia                                                                | 2 – 0                                                                    | Slovenia                                                                 | Qual. Euro 2024                                                          | -                                                                        | 79’                                                                      |
| 19-6-2023                                                                | Helsinki                                                                 | Finlandia                                                                | 6 – 0                                                                    | San Marino                                                               | Qual. Euro 2024                                                          | -                                                                        | 60’                                                                      |
| 7-9-2023                                                                 | Astana                                                                   | Kazakistan                                                               | 0 – 1                                                                    | Finlandia                                                                | Qual. Euro 2024                                                          | -                                                                        | 67’                                                                      |
| 10-9-2023                                                                | Helsinki                                                                 | Finlandia                                                                | 0 – 1                                                                    | Danimarca                                                                | Qual. Euro 2024                                                          | -                                                                        | 62’                                                                      |
| 14-10-2023                                                               | Lubiana                                                                  | Slovenia                                                                 | 3 – 0                                                                    | Finlandia                                                                | Qual. Euro 2024                                                          | -                                                                        | 46’                                                                      |
| 17-11-2023                                                               | Helsinki                                                                 | Finlandia                                                                | 4 – 0                                                                    | Irlanda del Nord                                                         | Qual. Euro 2024                                                          | -                                                                        | 72’                                                                      |
| 21-3-2024                                                                | Cardiff                                                                  | Galles                                                                   | 4 – 1                                                                    | Finlandia                                                                | Qual. Euro 2024                                                          | -                                                                        | 73’                                                                      |
| 26-3-2024                                                                | Helsinki                                                                 | Finlandia                                                                | 2 – 1                                                                    | Estonia                                                                  | Amichevole                                                               | -                                                                        | 77’                                                                      |
| 7-9-2024                                                                 | Il Pireo                                                                 | Grecia                                                                   | 3 – 0                                                                    | Finlandia                                                                | UEFA Nations League 2024-2025 - 1º turno                                 | -                                                                        | 45’                                                                      |
| 10-9-2024                                                                | Londra                                                                   | Inghilterra                                                              | 2 – 0                                                                    | Finlandia                                                                | UEFA Nations League 2024-2025 - 1º turno                                 | -                                                                        | 66’ 84’                                                                  |
| 10-10-2024                                                               | Helsinki                                                                 | Finlandia                                                                | 1 – 2                                                                    | Irlanda                                                                  | UEFA Nations League 2024-2025 - 1º turno                                 | -                                                                        | 65’                                                                      |
| 13-10-2024                                                               | Helsinki                                                                 | Finlandia                                                                | 1 – 3                                                                    | Inghilterra                                                              | UEFA Nations League 2024-2025 - 1º turno                                 | -                                                                        | 63’                                                                      |
| Totale                                                                   |                                                                          | Presenze                                                                 | 80                                                                       |                                                                          | Reti                                                                     | 0                                                                        |                                                                          |

## Palmarès

### Club

#### Competizioni nazionali
- Veikkausliiga: 5

HJK: 2012, 2013, 2014, 2017, 2020
- Coppa di Finlandia: 3

HJK: 2014, 2016-2017, 2020
- Coppa di Lega finlandese: 3

Honka: 2010, 2011
HJK: 2015
- Coppa di Svezia: 1

Häcken: 2015-2016